# リオ・ミンホ川
リオ・ミンホ川（リオ・ミンホがわ、Rio Minho）は、92.8キロメートル (57.7 mi)の長さをもつジャマイカで最も長い川。島のほぼ中央に発し、概ね北から南へと流れ、島の南岸中部、ポートランド岬の西側に位置するカーライル湾 (Carlisle Bay)で、カリブ海へと注ぐ。
クラレンドン教区の町メイ・ペンは、この川に面した位置にある。